# Yaylacık, Tuzluca
Yaylacık là một xã thuộc huyện Tuzluca, tỉnh Iğdır, Thổ Nhĩ Kỳ. Dân số thời điểm năm 2011 là 197 người.